# Schelte à Bolswert

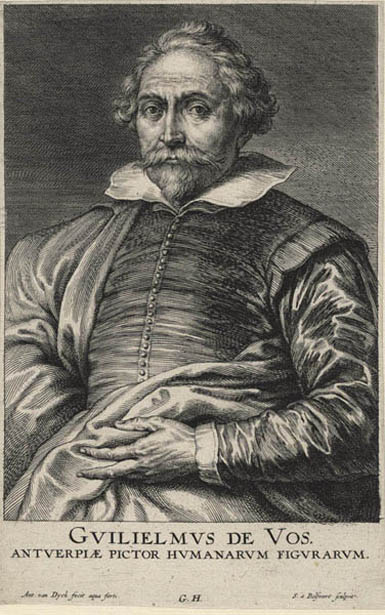
Ritratto di Willem de Vos, da Antoon van Dyck, inciso tra il 1632 e il 1641.

Schelte von Bolswert (Bolsward, 1586 – Anversa, 1659) è stato un incisore olandese noto per le sue opere su disegni di Rubens e Van Dyck.

## Biografia
Nacque nella piccola città di Bolsward, in Frisia, nel 1586. Sia lui che il suo fratello maggiore, Boetius à Bolswert,  lavorarono ad Amsterdam e ad Haarlem prima di stabilirsi ad Anversa. Negli ultimi cinque anni della sua vita Boetius lavorò esclusivamente su incisioni da Rubens. Dopo la sua morte, nel 1633, Schelte fu assunto da Rubens al suo posto, e lavorò a stretto contatto con il pittore, che a volte ritoccava le sue prove. Continu ad incidere opere di Rubens anche dopo la morte del pittore nel 1640.

Le tavole di Bolswert vennero interamente lavorate con bulino, e sembra che non abbia fatto alcun uso della puntasecca. Basan disse delle sue opere:
"La libertà con la quale questo eccellente artista ha gestito il bulino, la pittoresca ruvidezza dell'incisione, che poteva imitare senza nessun altro strumento di assistenza, e la capacità che possedeva di distinguere le diverse masse di colori, sono sempre state ammirate dagli intenditori."
 Joseph Strutt, dopo aver citato questo passaggio, aggiunse che Bolswert "ha disegnato in modo eccellente, e senza alcun modo suo. Le sue stampe sono le trascrizioni esatte delle immagini da cui ha inciso". Le sue lastre sono generalmente firmate col suo nome.
Morì ad Anversa nel 1659.

## Principali stampe

### Soggetti vari, gran parte su suo disegno
- Gesù Bambino e Giovanni Battista giocano con un agnello.
- La Madonna e Gesù Bambino dormiente.

- La Vergine allatta il Bambino.

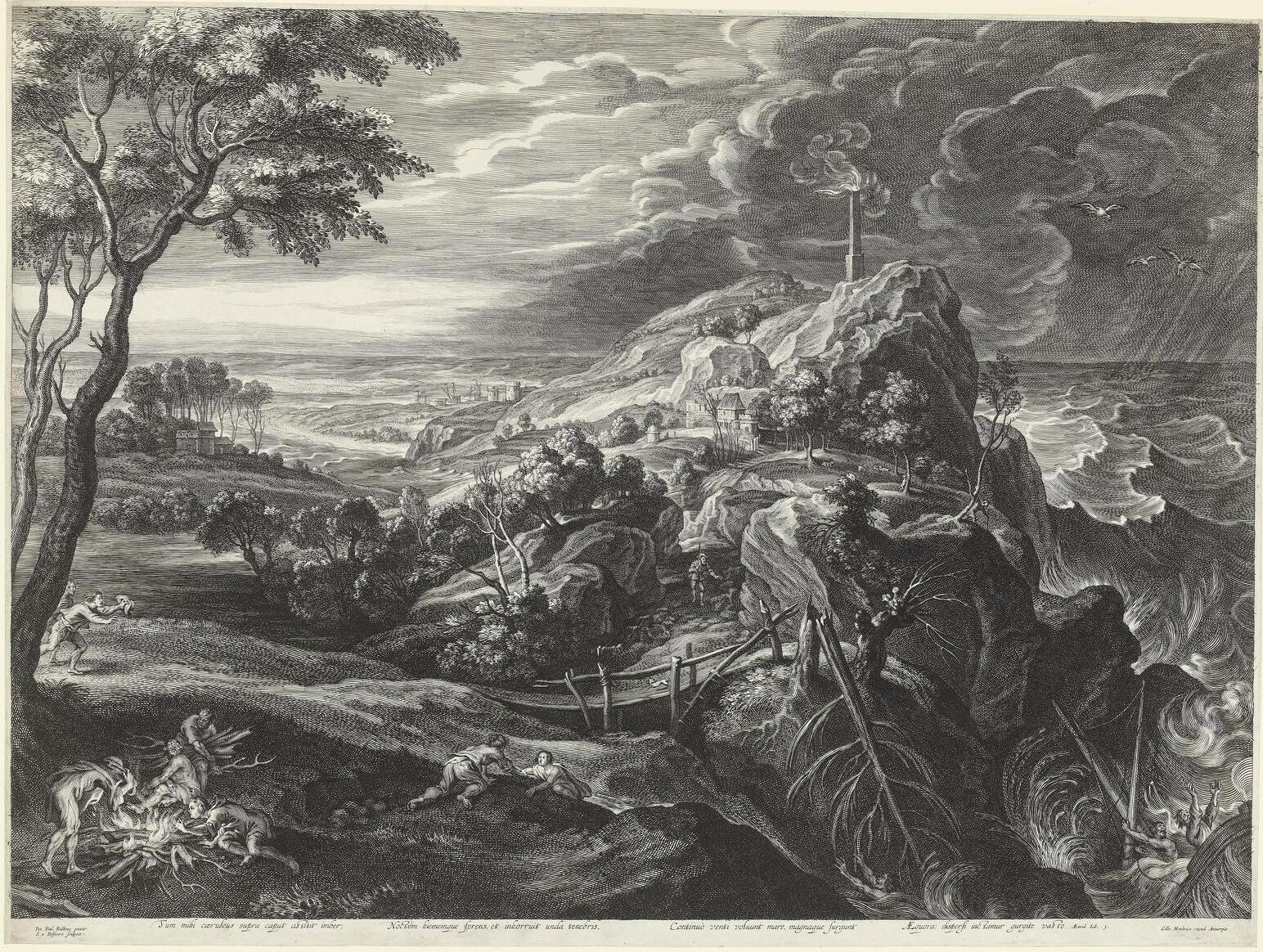
Schelte Bolswert: Naufragio di Enea (grande paesaggio da Rubens).

- La Vergine Maria, con le mani incrociate sul petto.
- La Vergine Maria con l'Infante tra le nuvole, con angeli e cherubini.
- Il bambino Gesù che accarezza la Vergine Maria, e San Giuseppe tiene una pera
- Dodici mezzo-busto di santi.
- Altri dodici mezzo-busto di santi, a cominciare da San Pietro.
- Un eremita in ginocchio davanti al crocifisso.
- Mater Dolorosa.
- Gesù Cristo trionfa sulla morte.
- Martirio di Santa Barbara.
- San Stanislao Koska, inginocchiato davanti all'altare.
- San Francesco Borgia.
- San Alfonso Rodriguez.
- Roberto Bellarmino della Compagnia di Gesù.
- Leonard Lessius, altro gesuita.
- Un soggetto emblematico del principe Ferdinando; iscrizione In te spes reclinata recumbit.
- Due tavole di una tesi; dedicato a Sigismundo III Vasa, re di Polonia.
- Sei lastre, con il frontespizio per il libro dell'Académie de I'Espée; di Gérard Thibault d'Anvers. 1628.
- La disputa tra il grasso e il magro; B. A. Bolswert inv.